# Шейдленд (Індіана)
Шейдленд (англ. Shadeland) — місто (англ. town) в США, в окрузі Тіппікану штату Індіана. Населення — 1757 осіб (2020).

## Географія
Шейдленд розташований за координатами 40°20′41″ пн. ш. 86°57′49″ зх. д. / 40.34472° пн. ш. 86.96361° зх. д. (40.344818, -86.963689).  За даними Бюро перепису населення США в 2010 році місто мало площу 70,80 км², з яких 70,20 км² — суходіл та 0,60 км² — водойми.

## Демографія
Згідно з переписом 2010 року, у місті мешкало 1610 осіб у 616 домогосподарствах у складі 476 родин. Густота населення становила 23 особи/км².  Було 675 помешкань (10/км²).
Расовий склад населення:
| - 96,0 % — білих - 0,6 % — корінних американців - 0,5 % — азіатів - 0,4 % — чорних або афроамериканців - 0,1 % — вихідців з тихоокеанських островів - 1,4 % — осіб інших рас |

До двох чи більше рас належало 1,0 %. Частка іспаномовних становила 3,3 % від усіх жителів.
За віковим діапазоном населення розподілялося таким чином: 21,8 % — особи молодші 18 років, 64,4 % — особи у віці 18—64 років, 13,8 % — особи у віці 65 років та старші. Медіана віку мешканця становила 43,2 року. На 100 осіб жіночої статі у місті припадало 96,8 чоловіків;  на 100 жінок у віці від 18 років та старших — 95,2 чоловіків також старших 18 років.
Середній дохід на одне домашнє господарство  становив 73 265 доларів США (медіана — 66 179), а середній дохід на одну сім'ю — 81 543 долари (медіана — 72 232). Медіана доходів становила 50 958 доларів для чоловіків та 32 500 доларів для жінок. За межею бідності перебувало 4,4 % осіб, у тому числі 1,1 % дітей у віці до 18 років та 4,2 % осіб у віці 65 років та старших.
Цивільне працевлаштоване населення становило 953 особи. Основні галузі зайнятості: освіта, охорона здоров'я та соціальна допомога — 23,9 %, виробництво — 18,6 %, мистецтво, розваги та відпочинок — 12,2 %, будівництво — 8,3 %.